# Sebastián Halpern
Pas d'image ? Cliquez ici
Sebastián Halpern, né le 22 mars 1979, à Mendoza est un pilote argentin de rallye-raid, de motocross et de quad.

## Palmarès

### Résultats au Rallye Dakar
- 2010 : 6e en catégorie Quad (2 victoires d'étapes)
- 2011 : 2e en catégorie Quad (2 victoires d'étapes)
- 2012 : 54e en catégorie Auto (copilote de Ricardo Daniel Martínez)
- 2013 : 47e en catégorie Auto
- 2015 : Abandon en catégorie Quad
- 2018 : 9e en catégorie Auto
- 2022 : 8e en catégorie Auto
- 2023 : 9e en catégorie Auto